# Luís II do Palatinado-Zweibrücken
Luís II do Palatinado-Zweibrücken, o Jovem (em alemão:  Ludwig II. von Pfalz-Zweibrücken, der Jüngere; 14 de setembro de 1502 – 3 de dezembro de 1532) foi um nobre alemão, membro da Casa de Wittelsbach, Duque do Palatinado-Zweibrücken de 1514 a 1532.
Era filho de Alexandre do Palatinado-Zweibrücken e de sua mulher Margarida de Hohenlohe-Neuenstein.

## Casamento e descendência
Em 1525 casou com Isabel de Hesse, filha do Landegrave Guilherme I de Hesse, de quem teve dois filhos:
- Wolfgang (1526-1569), Conde palatino e Duque de Zweibrücken;
- Cristina (1528-1534).

Veio a falecer em 3 de dezembro de 1532, sendo sucedido pelo seu filho. Foi sepultado na Alexanderskirche, em Zweibrücken.